# Dexter Davis (Footballspieler, 1990)
Dexter Davis jr. (* 27. Dezember 1990 in Wichita, Kansas) ist ein US-amerikanischer American-Football-, Arena-Football- und Canadian-Football-Spieler. Er spielte eine Saison auf der Position des Defensive Ends bei den Winnipeg Blue Bombers in der Canadian Football League (CFL) und zwei für die Portland Thunder/Storm auf der Position des Linebackers in der Arena Football League (AFL). Derzeit ist er für die Baltimore Brigade aktiv.

## College
Davis besuchte zwischen 2009 und 2012 die Friends University, wo er College Football in der National Association of Intercollegiate Athletics (NAIA) spielte. In seinen letzten beiden Saisons wurde er zum NAIA All-American gewählt. 2011 wurde er zum Defensive Player of the Year, nachdem er die Liga sowohl in Sacks pro Spiel (1,4), als auch in Sacks (14) anführte. In seiner letzten Saison konnte er erneut 14 Sacks erzielen und zusätzlich 45 Tackles setzen eine Interception fangen, acht Fumbles erzwingen, vier Fumbles erobern und zwei Kicks blocken. Nachdem seine Spielberechtigung für Football ausgelaufen war, betrieb er bis 2014 Leichtathletik für die Schulmannschaft.

## CFL
Im Mai 2013 verpflichteten die Winnipeg Blue Bombers Davis. Am 22. Juni 2013 wurde er entlassen. Kurz darauf wurde Davis wiederverpflichtet und machte sein CFL-Debüt im Juli 2013. Am 12. August 2013 wurde er erneut entlassen.

## AFL
Am 26. November 2014 verpflichteten die Portland Thunder Davis. In seiner ersten Saison konnte er in neun Spielen auftreten und dabei 20 Tackle und fünf Sacks erzielen. Am 8. Oktober 2015 wurde sein Vertrag verlängert. 2016 erzielte er für den mittlerweile in Portland Storm umbenannten Club in zehn Spielen 14,5 Tackles und 3,0 Sacks, sowie drei geblockte Kicks. Am 27. März 2017 verpflichteten ihn die Baltimore Brigade.

## CAFL
Im CAFL Draft 2016 wurde Davis als 31. Spieler in der fünften Runde von den Guanzhou Power aus der China Arena Football League ausgewählt. Im CAFL Draft 2017 wurde Davis als 21. Spieler in der vierten Runde von den Guanzhou Power ausgewählt.